# جوليا برينرد هال
جوليا برينرد هال (بالإنجليزية: Julia Brainerd Hall)‏ هي كيميائية ومهندسة أمريكية، ولدت في 11 نوفمبر 1859 في جامايكا، وتوفيت في 4 سبتمبر 1926 في روتشستر في الولايات المتحدة.